# Персі Гобарт
Пе́рсі Го́барт (англ. Percy Cleghorn Stanley Hobart, псевдонім «Hobo»; 14 червня 1885, Найнітал — 19 лютого 1957, Фарнем) — британський військовий інженер, найбільше відомий як командир 79-ї бронетанкової дивізії під час Другої світової війни, генерал-майор. Спроектував серію спеціалізованих броньованих машин, названих його іменем «Hobart's Funnies» («Іграшки Гобарта»), що брали участь в морській десантній операції в Нормандії і наступних операціях союзників на Західному фронті під час Другої світової війни.

## Молоді роки
Персі Гобарт народився в Найніталі, Британська Індія в родині Роберта Т. Гобарта, державного службовця в Індії та Джанетти Гобарт (уродженої Стенлі). Його мати народилася в графстві Тірон і жила в Роуган-парку, поблизу Ньюміллс, між Кукстауном і Дунганноном. 7 жовтня 1880 року вона і Роберт Гобарт взяли шлюб в парафіяльній церкві Туланіскіна (графство Данганнон).
У юності Гобарт вивчав історію, живопис, літературу та церковну архітектуру. Він отримав освіту в школі Темпл-Гроув і Кліфтон-коледжі, а у 1904 році закінчив Королівську військову академію у Вулвічі й отримав призначення до Корпусу королівських інженерів. Спочатку його відправили до Індії, але під час Першої світової війни він служив у Франція та Месопотамії (нині Ірак). Він брав участь у Вазиристанській кампанії 1919–1920 років, коли британські та індійські війська придушили місцеве повстання в провінції Вазиристан на північному заході Індії.
Після відвідування коледжу у Кемберлі з 1920 року, у 1923 році, передбачаючи роль танків у майбутніх війнах, Гобарт пішов добровольцем до Королівського бронетанкового корпусу, що формувався. Там він отримав прізвисько «Hobo» («Волоцюга»). У той час на нього великий вплив зробили праці Ліддела Гарта про танкову війну. У 1923 році він був призначений інструктором у коледжі Кветта, де служив до 1927 року. У листопаді 1928 року Гобарт одружився з Дороті Філд, донькою полковника К. Філда з Королівської морської піхоти. У них була одна дочка. Сестра Гобарта, Елізабет вийшла заміж за майбутнього фельдмаршала Б. Монтгомері.
У 1934 році Гобарт став командиром першої британської постійної бронетанкової бригади та інспектором Королівського бронетанкового корпусу. Йому довелося боротися за ресурси для свого підрозділу, оскільки в британській армії все ще переважали консервативні офіцери-кіннотники. Німецький генерал Гайнц Гудеріан тримав руку на пульсі праць Гобарта, оплачуючи з власної зарплатні переклад усіх статей, опублікованих ним у Британії
У 1937 році Гобарт став помічником директора відділу штабних обов'язків (бойових броньованих машин), а потім директором з військової підготовки. Отримав звання генерал-майора. У 1938 році Гобарта відправили сформувати та навчити нещодавно створений бронетанковий підрозділ під назвою «Мобільні сили Єгипту» (англ. Mobile Force Egypt), хоча місцевий генерал чинив опір його зусиллям. Незважаючи на те, що критики інколи називали підрозділ «Мобільним фарсом» (англ. Mobile Farce), Мобільні сили Єгипту вижили, щоб згодом стати 7-ю бронетанковою дивізією, відомою світу як «Щурі пустелі».

## Період Другої світової війни

### Вимушений вихід на пенсію
Генерал Арчибальд Вейвелл відправив Гобарта у примусову відставку в 1940 році керуючись неперевіреною критичною інформацією, наданою військовим відомством через його «нетрадиційні» погляди на роль танків у війні. Потім Гобарт приєднався до загонів «Добровольців місцевої оборони» (пізніше перетворених на Домашню гвардію) у званні простого капрала, і йому було доручено командувати цивільною обороною свого рідного міста Чіппінг Кемпден. «Одразу Чіппінг-Кемпден наповнився добре підготовленими військами цивільної оборони», і Гобарта підвищили до заступника командувача зоною.. Ліддел Гарт розкритикував рішення про відставку Гобарта та написав на цю тему статтю в газеті «Sunday Pictorial». Прем'єр-міністр Вінстон Черчилль був повідомлений про цю справу, і Гобарта у 1941 році було знову прийнято до армії. Йому було доручено навчати 11-ту бронетанкову дивізію, і це завдання він виконав надзвичайно ефективно.
Опоненти знову спробували усунути його, цього разу за станом здоров'я, але Черчілль відхилив ці прохання. Гобарт був уже старий як для лінійного командира (57 років) і хворий. Йому знову було доручено навчання у новоствореній дивізії, цього разу в 79-й бронетанковій дивізії

### 79 бронетанкова дивізія

Нашивка 79-ї бронетанкової дивізії

Дьєппський рейд у серпні 1942 року продемонстрував непридатність звичайних танків і піхоти до боротьби з укріпленими перешкодами під час морського десантування. Це вказувало на необхідність розробки спеціалізованих транспортних засобів для подолання природних і штучних перешкод під час і після остаточної висадки союзників у Європі.
У березні 1943 року 79-ту бронетанкову дивізію Гобарта мали розформувати через брак ресурсів, але начальник імперського генерального штабу генерал Алан Брук запропонував Гобарту перетворити його дивізію на підрозділ спеціалізованої бронетехніки. Гобарт будучи недовірливим спочатку проконсультувався з Лідделом Гартом, і прийняв пропозицію, отримавши запевнення, що це буде оперативний підрозділ із бойовими функціями. Частину тимчасово перейменували у 79-ту (дослідну) бронетанкову дивізію королівських інженерів (англ. 79th (Experimental) Armored Division Royal Engineers). Емблемою частини була чорна голова бика з розширеними ніздрями, накладена на жовтий трикутник; що красувалася на кожному транспортному засобі. Швагер Гобарта, генерал Бернард Монтгомері, повідомив американського генерала Дуайта Д. Ейзенхауера, майбутнього Верховного головнокомандувача Союзних експедиційних сил про необхідність побудови серії спеціалізованої броньованої техніки.

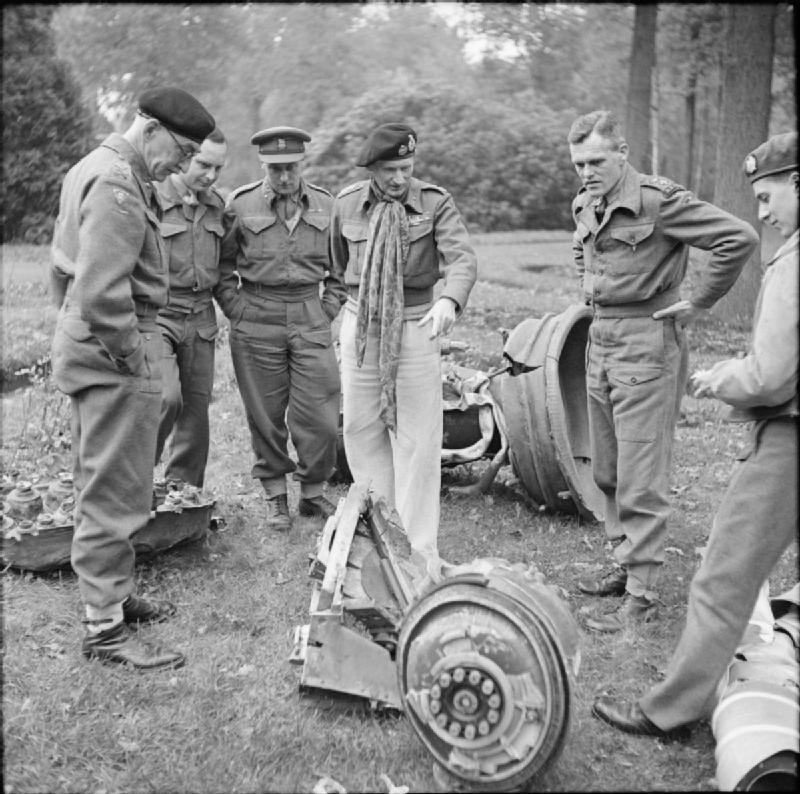
Фельдмаршал Бернард Монтгомері вивчає рештки німецької ракети Фау-2 неподалік штабу генерала Персі Гобарда (на фото зліва), командувача 79 бронетанкової дивізії (30 жовтня 1944 року)

Під командуванням Гобарта модифіковані конструкції танків 79-ї танкової дивізії отримали назву «Іграшки Гобарта». Їх використовували під час висадки в Нормандії, де вони надали значну допомогу союзникам у висадці та подоланні німецьких укріплень. Машини 79-ї бронетанкової дивізії були запропоновані всім підрозділам, які брали участь в операції «Оверлорд», але американці не використовували жодної іншої, окрім амфібій Sherman DD. Ліддел Гарт сказав про Гобарта: «Сформування двох найкращих британських бронетанкових дивізій війни було видатним досягненням, але Гобарт зробив „хет-трик“, підготувавши згодом спеціалізовану 79-ту бронетанкову дивізію, яка вирішила результати Дня Д».
Техніка 79-ї бронетанкової дивізії ніколи не використовувалася разом як один підрозділ, а приєднувалася до інших частин. До кінця війни дивізія Хобарта мала майже сім тисяч машин. 79-та бронетанкову дивізію було розформовано 20 серпня 1945 року.
Гобарт звільнився з армії у 1946 році. Він помер у Фарнемі (графство Суррей) у 1957 році.
Його іменем було названо казарми Британської Рейнської армії у Детмольді в Німеччині.

## Нагороди і відзнаки
У 1943 році Гобарт отримав звання Лицар-командор Ордену Британської імперії. Після війни його було нагороджено орденом «Легіон Заслуг». Він також став кавалером Ордену Лазні, а за його дії під час Першої світової війни він був нагороджений Орденом «За видатні заслуги» та Воєнним хрестом. Протягом своєї військової кар'єри він згадується в депешах дев'ять разів